# Red Rocha
Ephraim J. "Red" Rocha (Hilo, Hawái, 18 de septiembre de 1923-Oregón, 13 de febrero de 2010) fue un jugador y entrenador de baloncesto estadounidense que disputó 2 temporadas en la BAA y otras 7 en la NBA. Con 2,06 metros de altura, jugaba indistintamente de ala-pívot o de pívot. Tras retirarse, fue entrenador de los Detroit Pistons durante 3 temporadas y posteriormente de la Universidad de Hawái durante más de una década.

## Trayectoria deportiva

### Universidad
Tras comenzar jugando con los Raimbow Warriors de la Universidad de Hawái, en 1945 fue transferido a la Universidad de Oregon State, donde fue incluido en sus tres últimas temporadas en le mejor quinteto de la Pacific Coast Conference, además de ser elegido All-American en 1947, tras llevara los Beavers a disputar el Torneo de la NCAA.

### Profesional
Fue elegido en la quinta ronda del Draft de la BAA de 1947 por Toronto Huskies, pero acabó firmando por los St. Louis Bombers, con los que jugó las dos últimas temporadas de la BAA antes de fusionarse la liga y convertirse en la actual NBA. Pasó con los Bombers a la nueva liga, siendo titular indiscutible del equipo. En la temporada 1950-51 fue traspasado a Baltimore Bullets, donde en su única temporada en el equipo fue el máximo reboteador y el segundo máximo anotador del mismo, con 13,1 puntos y 8,0 rebotes por encuentro, siendo elegido para disputar el primer All-Star de la historia, en el que consiguió 8 puntos, 2 rebotes y 3 asistencias.
Al año siguiente fichó por Syracuse Nationals, y en su primera temporada repitió el éxito de la anterior, disputando de nuevo el All-Star Game. En los Playoffs de 1953, en el partido en el que se enfrentaban los Nats contra los Boston Celtics perteneciente a las semifinales de la Conferencia Este, Rocha y su compañero de equipo Paul Seymour batieron un récord de la NBA que todavía continúa vigente, al jugar 67 minutos en un partido. El encuentro acabó con empate en el tiempo reglamentario, y se llegaron a disputar hasta 4 prórrogas, acabando con la victoria de Boston por 111 a 105.
Rocha jugó con los Nats hasta que en la temporada 1956-57, ya con 32 años, fichara por los Fort Wayne Pistons, en el que sería su último año como profesional. En el total de su trayectoria promedió 10,9 puntos, 6,6 rebotes y 2,0 asistencias por partido.

### Entrenador
Nada más dejar el baloncesto en activo, Rocha permaneció en el equipo de los Pistons, desplazado a la ciudad de Detroit, como entrenador por dos temporadas y media, hasta ser reemplazado mediada la temporada 1959-60 por Dick McGuire que hizo las funciones de jugador-entrenador.
En 1963 se hace cargo del equipo de los Rainbow Warriors de la Universidad de Hawái, puesto en el que permanece hasta 1974. Se traslada entonces a la Universidad de Oregon State, donde trabaja ya no como entrenador principal hasta 1987, fecha en la que se retira definitivamente para estás más cerca de su familia.

## Estadísticas de su carrera en la NBA
|  | Campeones de la NBA |

### Temporada regular
| Año     | Equipo     | PJ  | MPP  | %TC  | %TL  | RPP | APP | PPP  |
| ------- | ---------- | --- | ---- | ---- | ---- | --- | --- | ---- |
| 1947–48 | St. Louis  | 48  | –    | .314 | .690 | –   | .8  | 12.7 |
| 1948–49 | St. Louis  | 58  | –    | .389 | .768 | –   | 2.7 | 10.5 |
| 1949-50 | St. Louis  | 65  | –    | .405 | .703 | –   | 2.4 | 11.8 |
| 1950-51 | Baltimore  | 64  | –    | .352 | .809 | 8.0 | 2.3 | 13.1 |
| 1951-52 | Syracuse   | 66  | 38.5 | .401 | .770 | 8.3 | 1.9 | 12.9 |
| 1952-53 | Syracuse   | 69  | 35.6 | .388 | .755 | 7.4 | 2.0 | 11.2 |
| 1954-55 | Syracuse   | 72  | 34.3 | .368 | .782 | 6.8 | 2.5 | 11.3 |
| 1955-56 | Syracuse   | 72  | 26.2 | .361 | .783 | 5.8 | 1.8 | 10.0 |
| 1956-57 | Fort Wayne | 72  | 16.0 | .349 | .757 | 3.8 | 1.1 | 5.3  |
| Total   | Total      | 586 | 29.9 | .370 | .759 | 6.6 | 2.0 | 10.9 |

### Playoffs
| Año   | Equipo     | PJ | MPP  | %TC  | %TL  | RPP | APP | PPP  |
| ----- | ---------- | -- | ---- | ---- | ---- | --- | --- | ---- |
| 1948  | St. Louis  | 7  | –    | .246 | .733 | –   | .9  | 11.4 |
| 1949  | St. Louis  | 2  | –    | .444 | .800 | –   | 3.0 | 18.0 |
| 1952  | Syracuse   | 7  | 39.4 | .432 | .725 | 6.9 | 1.4 | 17.0 |
| 1953  | Syracuse   | 2  | 53.5 | .385 | .786 | 8.5 | 3.5 | 15.5 |
| 1955† | Syracuse   | 11 | 33.7 | .418 | .759 | 6.7 | 1.3 | 12.4 |
| 1956  | Syracuse   | 8  | 23.6 | .338 | .846 | 6.5 | 1.9 | 8.5  |
| 1957  | Fort Wayne | 2  | 9.0  | .000 | .667 | 3.0 | .0  | 2.0  |
| Total | Total      | 39 | 32.0 | .360 | .758 | 6.6 | 1.5 | 12.2 |